# Mauritshuis
Mauritshuis är ett konstmuseum i Haag i Nederländerna med den nederländska kungliga konstsamlingen.

## Byggnad

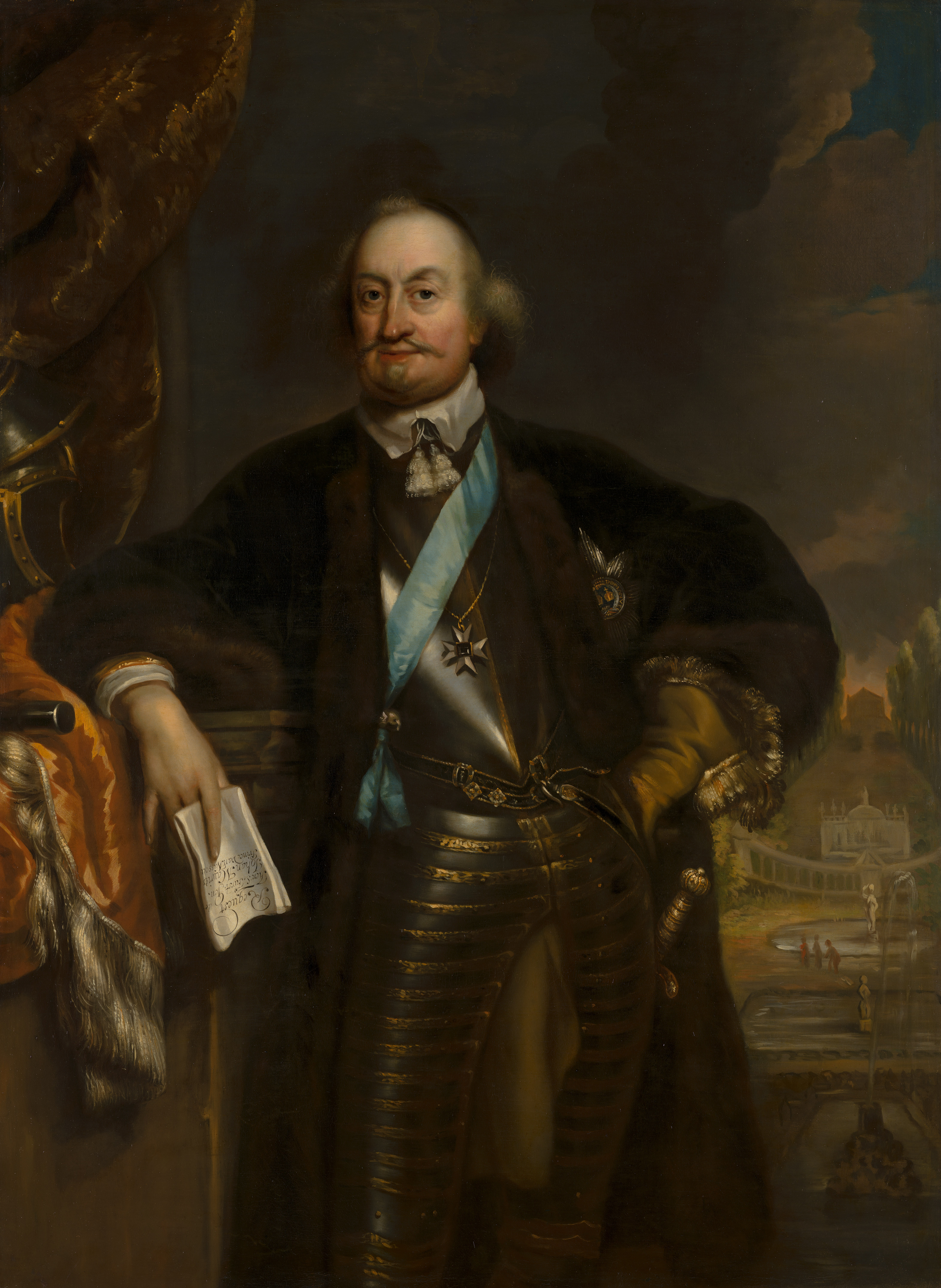
Porträtt av Johan Moritz av Nassau-Siegen av Jan de Baen.

Johan Moritz av Nassau-Siegen, kusin till regenten Fredrik Henrik av Oranien, köpte 1631 tomten mot Binnenhof och den anslutande dammen Hofvijver. Vid denna tid var Haag den nederländska republikens politiska centrum, och　Generalstaterna samlades på Binnenhof.
Mauritshuis fick sitt namn efter prins Johan Moritz och byggdes mellan 1636 och 1641, under vilken tid han var guvernör för Nederländska Brasilien. Byggnaden ritades av de nederländska arkitekterna Jacob van Campen och Pieter Post. Byggnaden i två våningar är strängt symmetrisk och innehöll fyra lägenheter och en stor sal. Varje lägenhet var utformad med ett förrum, ett rum, ett litet rum, och en hall. .
Efter prins Johan Moritz död 1679 ägdes huset av familjen Maes, som hyrde ut det till den nederländska staten. Merparten av dess interiör förstördes i en brand 1704, varefter byggnaden restaurerades 1708-18. År 1820 köptes Mauritshuis av staten i syfte att vara konstmuseum.

## Museum
Mauritshuis öppnades som publikt museum 1822, och var från 1875 enbart ett konstmuseum. Det omvandlades till en stiftelse 1995, vilken lånar fastighet och konstsamling av staten.
Regenten William V:s samling överlämnades till den nederländska staten av hans son kung William I . Samlingen blev basen för den kungliga konstsamlingen med 200 målningar, numera uppemot 800.
Museet renoverades 2012-2014. Ett hundratal verk i konstsamlingen ställdes under tiden ut i Gemeentemuseum Den Haag. Omkring 50 andra verk, inkluderande Flicka med pärlörhänge, utlånades till utställningar i USA och Japan. Museet återöppnades den 27 juni 2014.

### Kända verk i Mauritshuis i urval

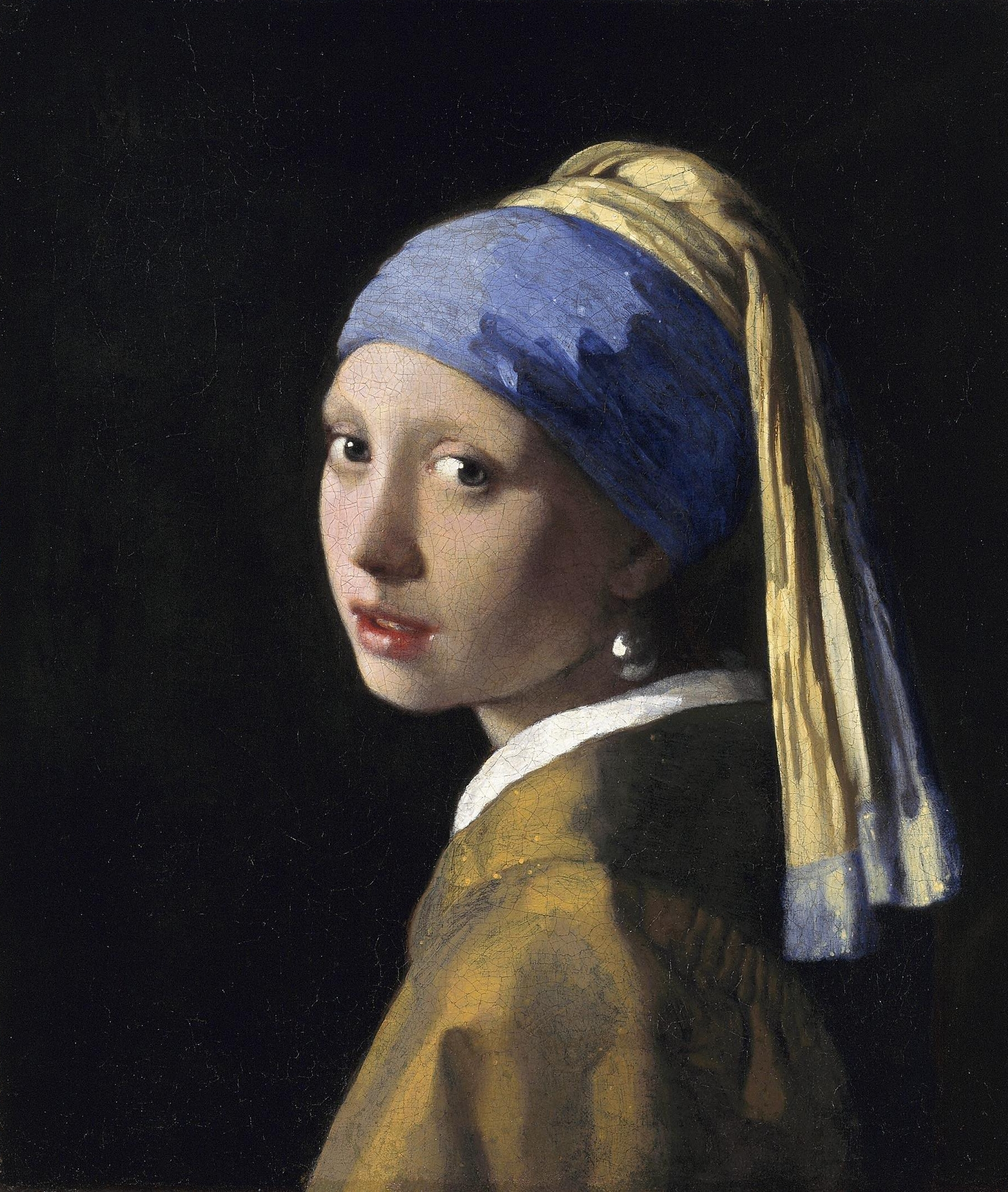
Johannes Vermeer Flicka med pärlörhänge av Johannes Vermeer.
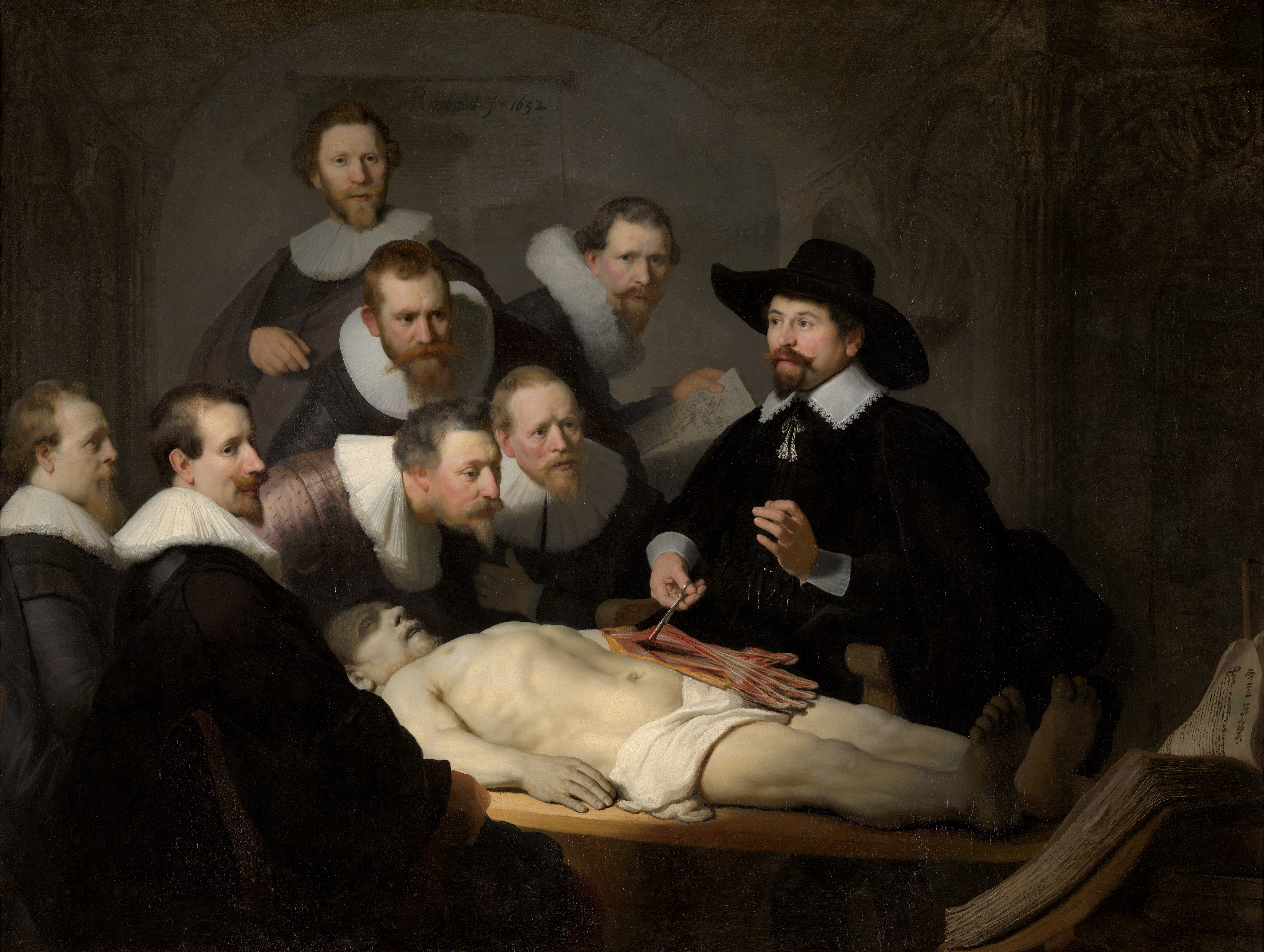
Rembrandt van Rijn Doktor Nicolaes Tulps anatomilektion av Rembrandt
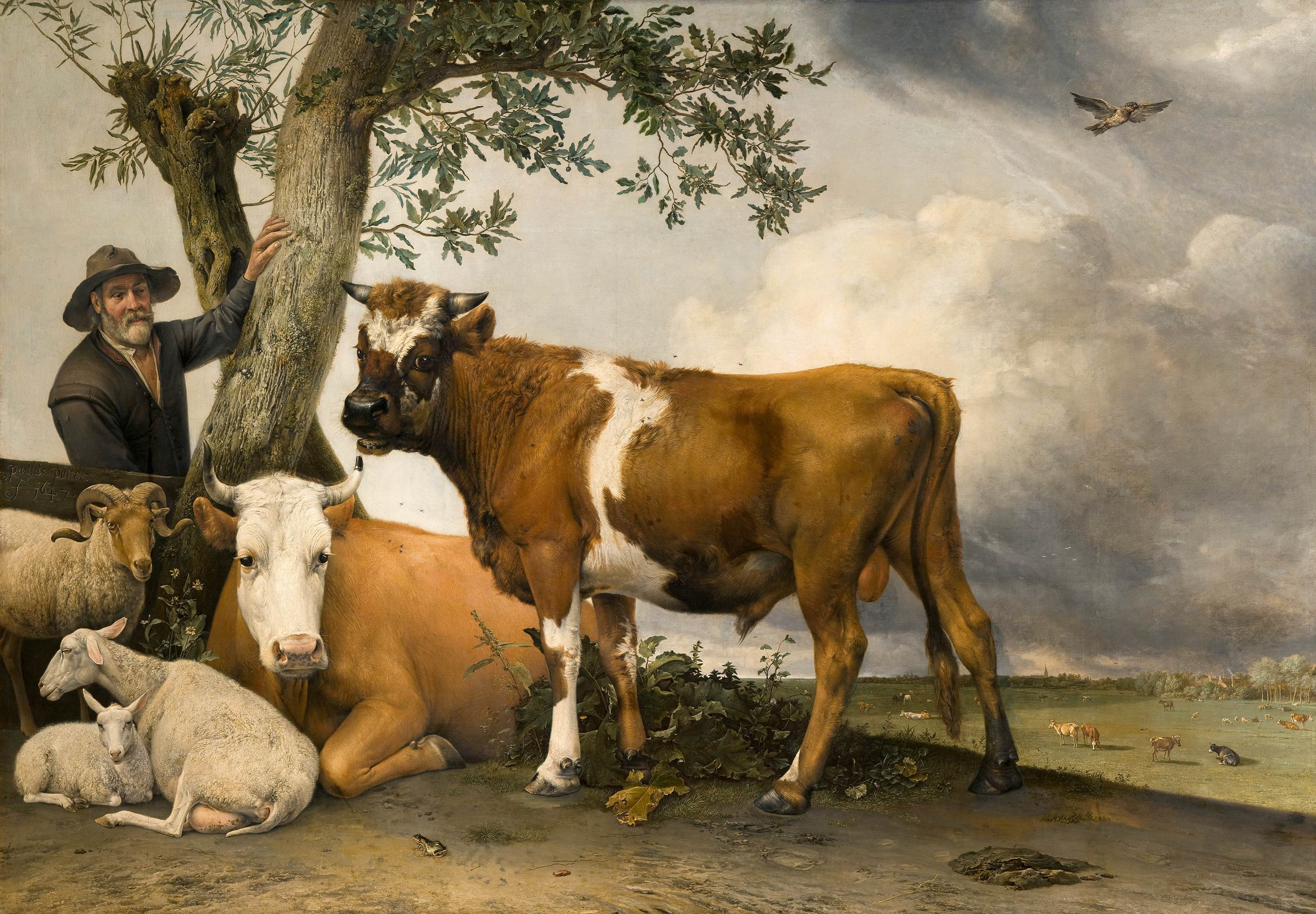
Paulus Potter Tjuren  av Paulus Potter.
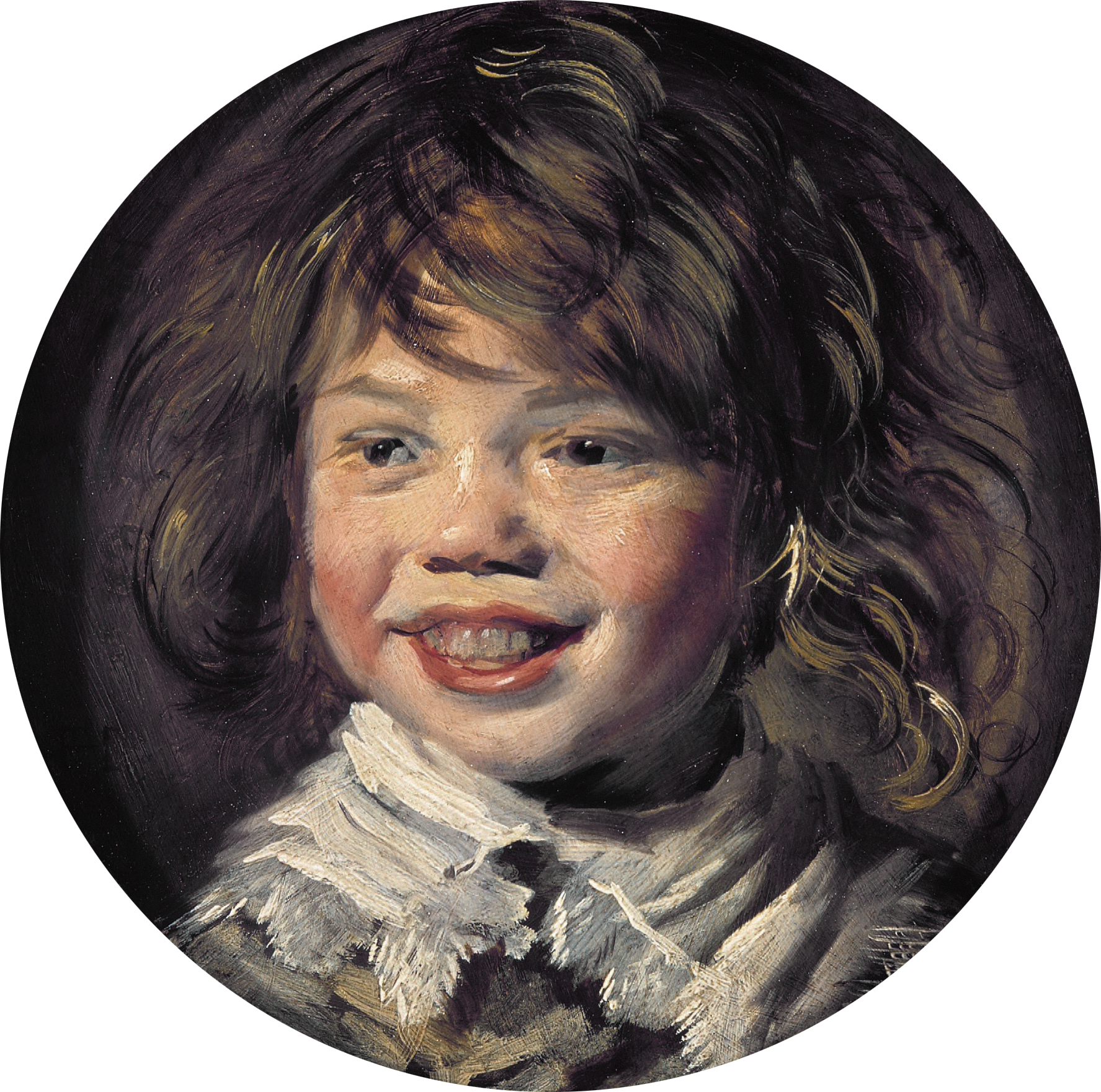
Frans Hals Skrattande pojke av Frans Hals.
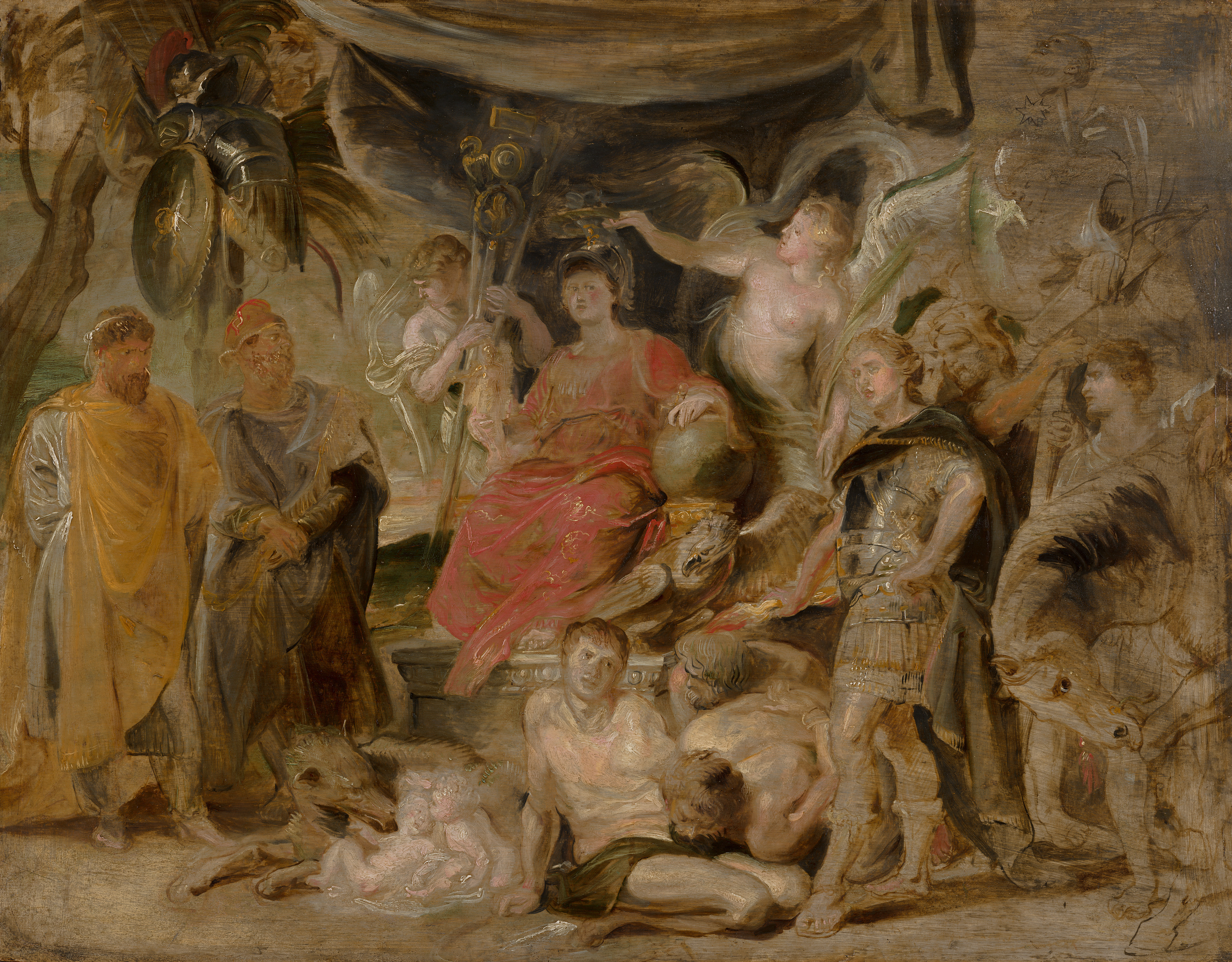
Roms triumf: Den ungdomlige kejsaren Konstantin hedrar Rom, del av en serie bonadsmönster som beställts av  Ludvig XIII.